# Il sortilegio del serpente
Il sortilegio del serpente è un romanzo fantasy scritto da Margaret Weis e Tracy Hickman pubblicato nel 1991. È il quarto capitolo del ciclo di Death Gate.

## Trama
Il romanzo inizia riprendendo la storia esattamente dove era stata lasciata da quello precedente. Alfred salta nella Porta della Morte mentre la nave di Haplo vi sta passando attraverso e si ritrova in una camera di stasi identica a quella in cui si era risvegliato; in effetti egli crede di trovarsi su Arianus. Stanco, decide di rimettersi a dormire, ma trova qualcuno che occupa il suo posto nella camera. Guardando meglio si rende conto che anche le altre celle di stasi sono occupate da sconosciuti. Questi sconosciuti ad uno ad uno si svegliano ed Alfred scopre di essersi imbattuto in un gruppo superstite di Sartan, ma non di Sartan qualsiasi; egli si trova infatti su Chelestra il Mondo d'Acqua e la camera nella quale è capitato è quella che ospita Samah, il capo del Consiglio dei Sette, nominalmente il leader di tutti i Sartan sopravvissuti.
Nel frattempo Haplo sta tentando di preparare la sua nave per la partenza il più in fretta possibile per evitare di incontrare Xar. Gli ha infatti inviato una lettera contenente informazioni false su Abarrach, affermando di aver trovato un mondo completamente morto e nascondendo la verità sulla necromanzia per timore di come Xar potrebbe usarla. Xar riesce però a trovare Haplo e lo induce a confessare praticamente tutto e ad accettare una dura punizione. Xar rimanda così Haplo con la sua nave attraverso la Porta della Morte. L'arrivo a Chelestra non è dei più trionfali: per qualche ragione, l'acqua di Chelestra ha l'effetto di annullare completamente la magia runica, cancellando persino i tatuaggi di Haplo e le iscrizioni sul timone della nave che si disintegra in pochi minuti, per cui egli scopre un altro strano fatto: l'acqua del mare di Chelestra è respirabile, esattamente come aria. Bagnato ed infreddolito, anche se non particolarmente assetato, si aggrappa ad un relitto e prova a pensare alla sua successiva mossa.
La narrazione è anche intrecciata col diario personale di Grundle, figlia ed erede del capo della popolazione dei nani di Chelestra. A differenza che nella maggior parte dei mondi, qui i mensch vivono (per lo più) in armonia. Le due migliori amiche di Grundle sono infatti l'elfa Sabia e l'umana Alake. I mensch stanno progettando una migrazione; infatti Chelestra ha delle zone di terraferma chiamate Lune marine (durnai in lingua Sartan) sparse casualmente nel suo interno liquido, ma il suo Sole marino è migratorio e la Luna marina che essi occupano attualmente sta per ghiacciare. Sono stati costruiti una serie di sottomarini giganti, gli inseguitori del sole, ma appena Grundle sta ber vararli (con una ciocca dei suoi capelli invece che con una bottiglia di champagne), qualcosa li distrugge. Sono dei disgustosi, melmosi serpenti marini neri con degli occhi luminosi rossi. Questi serpenti pretendono che vengano consegnate loro le figlie di ogni famiglia reale. I genitori si oppongono, ma Grundle, Alake e Sabia scelgono di andare di loro spontanea volontà. Grundle e Alake si incontrano così con Sabia e partono in un sottomarino; si scopre però presto che in realtà al posto di Sabia c'è Devon il suo fidanzato che ne ha preso il posto. In questo sottomarino, che va verso morte certa, incappa Haplo.
Una volta giunti a Draknor, comunque, i serpenti (che Haplo chiama draghi-serpente) fanno un voltafaccia totale: affermano di voler solo aiutare i mensch e sommergono i tre con montagne di doni creati dal nulla. Quando scoprono poi Haplo vanno in estasi, il loro capo, il Reale, li assicura che saranno entusiasti di aiutarlo a conquistare questo mondo, o tutti e quattro i mondi, o tutto quello che vorranno. Haplo si scopre essere nervoso, le rune sul suo corpo, che brillano alla vicinanza del pericolo, rilucono al massimo ed ogni sensazione di pericolo che prova gli imporrebbe di fuggire dalla loro presenza. Quando Haplo chiede loro cosa sono veramente e chi li ha creati, il Reale sussurra: «Voi lo avete fatto, Patryn». Ma i draghi giurano fedeltà e questo è tutto ciò che conta. Haplo, coi suoi nuovi alleati, ritorna dai mensch. La notizia che Sabia si è uccisa per la disperazione non ferma i draghi-serpente dal ricostruire istantaneamente gli inseguitori del sole e la migrazione continua come previsto, anche se con una nuova destinazione: Chalice, l'unica terraferma di Chelestra abitata dai Sartan.
Alfred ha delle difficoltà ad adattarsi alla vita con la sua gente per vari motivi. Prima di tutto il cane di Haplo è con lui. Poi Samah riesce a scoprire che la minaccia costituita dall'esistenza dei Patryn si è di rinnovata e sta già progettando una controffensiva. Inoltre i Sartan nascondono molti segreti, uno di questi è che la Camera dei Dannati, con cui Alfred è così intimamente legato, è in realtà la Settima Porta dalla quale i Sartan hanno operato la Spartizione. Samah ed i suoi seguaci sapevano del Potere Superiore, ma lo hanno deliberatamente ignorato cosa che Alfred trova inconcepibile. Inoltre, i pochi Sartan che si erano opposti al piano sono stati relegati nel Labirinto con i Patryn, dove sono stati quasi certamente sopraffatti e massacrati. Infine lo stesso Alfred si scopre cambiato, in parte per il tempo trascorso coi mensch su Arianus, ma principalmente per quello passato con Haplo. Non riesce più a vedere i Patryn come dei malvagi ed odiati nemici. Per i Sartan è consuetudine rivelare ai propri simili il loro nome segreto, ma Alfred continua ad usare il suo pseudonimo, fatto che esaspera ed in una certa misura diverte la moglie di Samah, Orla, di cui Alfred lentamente si innamora.
I mensch arrivano a Chalice e tentano di negoziare per ottenere un luogo in cui vivere, ma Samah non ne vuole sapere e li tratta come bambini capricciosi che non vogliono andare a letto. Rimane stupefatto quando essi lo trattano da loro pari, con dignità e rispetto, ma rifiutandosi di esserne sopraffatti. Egli inoltre è disturbato dai loro accompagnatori: Haplo, il malvagio e pericoloso Patryn ed i draghi-serpente che attaccarono i Sartan migliaia di anni prima e li costrinsero all'ibernazione e che quando viene chiesto loro da chi furono creati, essi rispondono: «Voi lo avete fatto, Sartan». Samah rifiuta ogni compromesso ed i mensch si affidano (riluttanti) alla forza militare. Essi hanno intenzione di usare i draghi-serpente per penetrare nella massa solida di Chalice e farvi entrare temporaneamente l'acqua in modo da neutralizzare la magia Sartan, permettendo così un'invasione pacifica.
Haplo torna a Draknor per spiegare il piano ai dragi-serpente salendo su un sottomarino, mentre Devon, Grundle ed Alake lo seguono in un secondo. Egli spiega il progetto, ma rifiuta le varianti dei draghi-serpente che condurrebbero a delle perdite da entrambe le parti anche se quelle perdite riguarderebbero mensch e Sartan, popoli il cui benessere non gli interessa e, in un certo senso, gli è stato chiesto da Xar di ignorare. I mensch ascoltano di nascosto gli ordini del Reale di ucciderli e di restituire i loro corpi ai genitori, rendendo l'imminente conquista comunque sanguinosa.
Con sorpresa di Haplo ecco apparire Alfred col cane. Alla presenza del suo nemico Sartan, Haplo ammette ciò che non osa dire a nessun altro: i draghi-serpente non sono sotto il suo controllo. Essi si nutrono di caos, paura, odio, confusione, disperazione; lo stanno usando, come stanno usando tutti, nel tentativo di distruggere tutti e quattro i mondi. Persino quando appare Samah, sputando odio e veleno, Haplo rimane fermo nella sua decisione. Lui e Samah si affrontano, ognuno tenta di fare prigioniero l'altro e Samah ha la meglio con l'aiuto dell'acqua di Chelestra, ma gli eventi precipitano quando i draghi-serpente attaccano i mensch. Haplo corre in loro aiuto, sebbene sia rimasto senza magia, mentre Alfred affronta Samah. Haplo non riesce a salvare la vita di Alake e sembra egli stesso essere condannato quando un enorme maestoso drago verde e dorato appare; quest'ultimo uccide il Reale e disperde gli altri draghi-serpente. Haplo, nel tentativo di recuperare la sua magia, riguadagna la spiaggia, ma vi trova Alfred svenuto. Grundle, che lo ha visto trasformarsi, insiste che Alfred è il drago, ma nessuno le crede, nemmeno Alfred stesso.
Samah ha vinto, Haplo è imprigionato, anche se con l'acqua che risale, non lo rimarrà per molto. Alfred è condannato dal Consiglio all'esilio nel Labirinto per i suoi crimini e Orla sceglie di seguirlo piuttosto che rimanere col suo popolo; in ogni caso essa verrà privata della sua magia per punizione. Devon e Grundle, che non sono più i bambini che ha conosciuto, gli augurano buona fortuna e, prima di tornare dai genitori, Grundle gli regala il suo diario. Haplo nella sua cella sa cosa deve fare. I draghi-serpente, subdoli, ambigui, adulatori, sono il suo nuovo nemico da sconfiggere.

## Edizioni
- Margaret Weis e Tracy Hickman, Il sortilegio del serpente, traduzione di Pietro Ferrari, collana Interno giallo - Iperfiction, Arnoldo Mondadori Editore, 1993,  p. 357, ISBN 88-04-37758-5.